# Ronde van Frankrijk 2018/Dertiende etappe
De dertiende etappe van de Ronde van Frankrijk 2018 werd verreden op vrijdag 20 juli en ging van Bourg d'Oisans naar Valence.

## Wedstrijdverloop
Zonder Vincenzo Nibali (gebroken ruggenwervel) begint het peloton aan deze etappe. Een kopgroep van vier met de Belgen Thomas De Gendt en Dimitri Claeys krijgt maximaal drie minuten van het peloton. In de finale gaat Michael Schär nog solo, maar zijn solo strandt op zes kilometer van de finish. Het peloton maakt zich op voor een massasprint.
Onder het vod van de laatste kilometer probeert Philippe Gilbert nog de sprint te ontlopen. Hij wordt echter nog teruggepakt. Met een goede jump op de streep is Peter Sagan de beste.

## Uitslagen
| Rituitslag Bourg d'Oisans - Valence (169,5 km) |                    |                           |          |
| Plaats                                         | Naam               | Ploeg                     | Tijd     |
| Winnaar                                        | Peter Sagan        | BORA-hansgrohe            | 3u45'55" |
| 2                                              | Alexander Kristoff | UAE Team Emirates         | z.t.     |
| 3                                              | Arnaud Démare      | Groupama-FDJ              | z.t.     |
| 4                                              | John Degenkolb     | Trek-Segafredo            | z.t.     |
| 5                                              | Greg van Avermaet  | BMC Racing Team           | z.t.     |
| 6                                              | Yves Lampaert      | Quick-Step Floors         | z.t.     |
| 7                                              | Magnus Cort        | Astana Pro Team           | z.t.     |
| 8                                              | Andrea Pasqualon   | Wanty-Groupe Gobert       | z.t.     |
| 9                                              | Sonny Colbrelli    | Bahrain-Merida            | z.t.     |
| 10                                             | Taylor Phinney     | EF Education First-Drapac | z.t.     |
|                                                |                    |                           |          |
| 26                                             | Timo Roosen        | Team LottoNL-Jumbo        | z.t.     |

| Algemeen klassement |                   |                     |           |
| Plaats              | Naam              | Ploeg               | Tijd      |
| Gele trui           | Geraint Thomas    | Team Sky            | 53u10'38" |
| 2                   | Chris Froome      | Team Sky            | + 1'39"   |
| 3                   | Tom Dumoulin      | Team Sunweb         | + 1'50"   |
| 4                   | Primož Roglič     | Team LottoNL-Jumbo  | + 2'46"   |
| 5                   | Romain Bardet     | AG2R La Mondiale    | + 3'07"   |
| 6                   | Mikel Landa       | Movistar Team       | + 3'13"   |
| 7                   | Steven Kruijswijk | Team LottoNL-Jumbo  | + 3'43"   |
| 8                   | Nairo Quintana    | Movistar Team       | + 4'13"   |
| 9                   | Daniel Martin     | UAE Team Emirates   | + 5'11"   |
| 10                  | Jakob Fuglsang    | Astana Pro Team     | + 5'45"   |
|                     |                   |                     |           |
| 24                  | Serge Pauwels     | Team Dimension Data | + 38'43"  |

## Nevenklassementen
| Puntenklassement |                    |                   |        |
| Plaats           | Naam               | Ploeg             | Punten |
| Groene trui      | Peter Sagan        | BORA-hansgrohe    | 398    |
| 2                | Alexander Kristoff | UAE Team Emirates | 170    |
| 3                | Arnaud Démare      | Groupama-FDJ      | 133    |

| Bergklassement |                    |                     |        |
| Plaats         | Naam               | Ploeg               | Punten |
| Bolletjestrui  | Julian Alaphilippe | Quick-Step Floors   | 84     |
| 2              | Warren Barguil     | Fortuneo-Samsic     | 70     |
| 3              | Serge Pauwels      | Team Dimension Data | 63     |

| Jongerenklassement |                  |                     |           |
| Plaats             | Naam             | Ploeg               | Tijd      |
| Witte trui         | Pierre Latour    | AG2R La Mondiale    | 53u27'19" |
| 2                  | Guillaume Martin | Wanty-Groupe Gobert | + 1'58"   |
| 3                  | Egan Bernal      | Team Sky            | + 6'49"   |

| Ploegenklassement |                    |            |
| Plaats            | Ploeg              | Tijd       |
|                   | Movistar Team      | 160u28'10" |
| 2                 | Team Sky           | + 4'03"    |
| 3                 | Team LottoNL-Jumbo | + 12'06"   |
| 4                 | Bahrain-Merida     | + 24'56"   |
| 5                 | AG2R La Mondiale   | + 47'02"   |

## Opgaves
- Vincenzo Nibali (Bahrain-Merida): gaf op vanwege een gebroken ruggenwervel in de vorige etappe

1e etappe ·
2e etappe ·
3e etappe ·
4e etappe ·
5e etappe ·
6e etappe ·
7e etappe ·
8e etappe ·
9e etappe ·
10e etappe ·
11e etappe ·
12e etappe ·
13e etappe ·
14e etappe ·
15e etappe ·
16e etappe ·
17e etappe ·
18e etappe ·
19e etappe ·
20e etappe ·
21e etappe
Startlijst · Eindstanden · Afbeeldingen